# Hubei
Hubei ou Hupei (湖北 em chinês) é uma das 23 províncias da República Popular da China, localizada na região central do país. O nome da província significa "norte do lago", referindo-se à sua posição ao norte do lago Dongting.  A capital da província, Wuhan, serve como um importante centro de transporte e o centro político, cultural e econômico da China Central.
Com cerca de 740 quilômetros de extensão de leste a oeste, 470 quilômetros de largura de norte a sul, Hubei possui uma área de 185.900 quilômetros quadrados, representando 1,94% da área total do país, ocupando o 14º lugar no país, entre as maiores províncias. No final de 2015, a província tinha uma população permanente de 58,51 milhões e uma população registrada de 61,39 milhões.
A província é conhecida como a "Terra do Peixe e do Arroz". Os principais produtos agrícolas em Hubei incluem algodão, arroz, trigo e chá, enquanto as indústrias incluem automóveis, metalurgia, maquinaria, geração de energia, têxteis, alimentos e produtos de alta tecnologia.

## História
A região de Hubei era lar de sofisticadas culturas neolíticas. No Período das Primaveras e Outonos (770-476 a.C.), o território de Hubei atual fazia parte do poderoso Reino de Chu. Chu era nominalmente um estado tributário da Dinastia Chou, e era uma extensão da civilização chinesa que surgira alguns séculos antes no norte; mas também era uma mistura cultural única da cultura do norte e do sul, e era um estado poderoso que mantinha grande parte do meio e do baixo rio Yangtze, com o poder se estendendo para o norte na planície do norte da China.
Durante o Período dos Estados Combatentes (475–221 a.C.), Chu se tornou o principal adversário do novato Reino de Chim, que após sucessivas batalhas, o derrotou e ocupou suas terras.

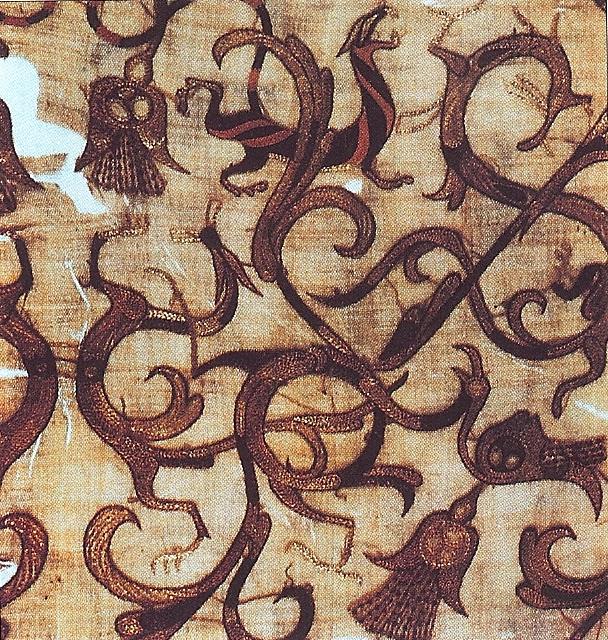
Detalhe de uma roupa ritual de gaze de seda bordada de um século IV a.C., tumba da era Chou em Mashan, Jiangling, Hubei

Chim fundou a dinastia Chim em 221 a.C., o primeiro estado unificado da região e foi sucedido pela dinastia Han em 206 a.C., que estabeleceu a província de Jingzhou no que hoje é Hubei e Hunan. Os Qin e Han desempenharam um papel ativo na colonização agrícola de Hubei, mantendo um sistema de diques nos rios para proteger as terras agrícolas das inundações do verão.
A dinastia Song reuniu a região em 982 e colocou a maior parte de Hubei no circuito de Jinghubei, uma versão mais longa do nome atual de Hubei. Os mongóis conquistaram a região em 1279 e só foram expulsos em 1368, sob seu governo, foi estabelecida a província de Huguang, cobrindo Hubei, Hunan e partes de Cantão e Guangxi. Durante o domínio mongol, em 1331, Hubei foi devastada por um surto da Peste Negra, atingindo a Inglaterra, Bélgica e Itália em junho de 1348, que segundo fontes chinesas se espalharam durante os três séculos seguintes para dizimar populações em toda a Eurásia.
Em 1911, a Revolta de Wuchang ocorreu na atual Wuhan, derrubando a dinastia Qing e estabelecendo a República da China. Em 1927, Wuhan tornou-se a sede de um governo estabelecido por elementos de esquerda do Kuomintang, liderados por Wang Jingwei; mais tarde, esse governo foi fundido ao governo de Chiang Kai-shek em Nanjing. Durante a Segunda Guerra Mundial, as partes orientais de Hubei foram conquistadas e ocupadas pelo Japão, enquanto as partes ocidentais permaneceram sob controle chinês.
Durante a Revolução Cultural na década de 1960, Wuhan viu brigas entre facções rivais da Guarda Vermelha. Em julho de 1967, conflitos civis atingiram a cidade no Incidente de Wuhan ("Incidente de 20 de julho"), um conflito armado entre dois grupos hostis que estavam lutando pelo controle da cidade no auge da Revolução Cultural.
À medida que os temores de uma guerra nuclear aumentavam durante o período dos conflitos nas fronteiras sino-soviéticas no final da década de 1960, a prefeitura de Hubei, em Xianning, foi escolhida como o local do Projeto 131, um quartel-general de comando militar subterrâneo.

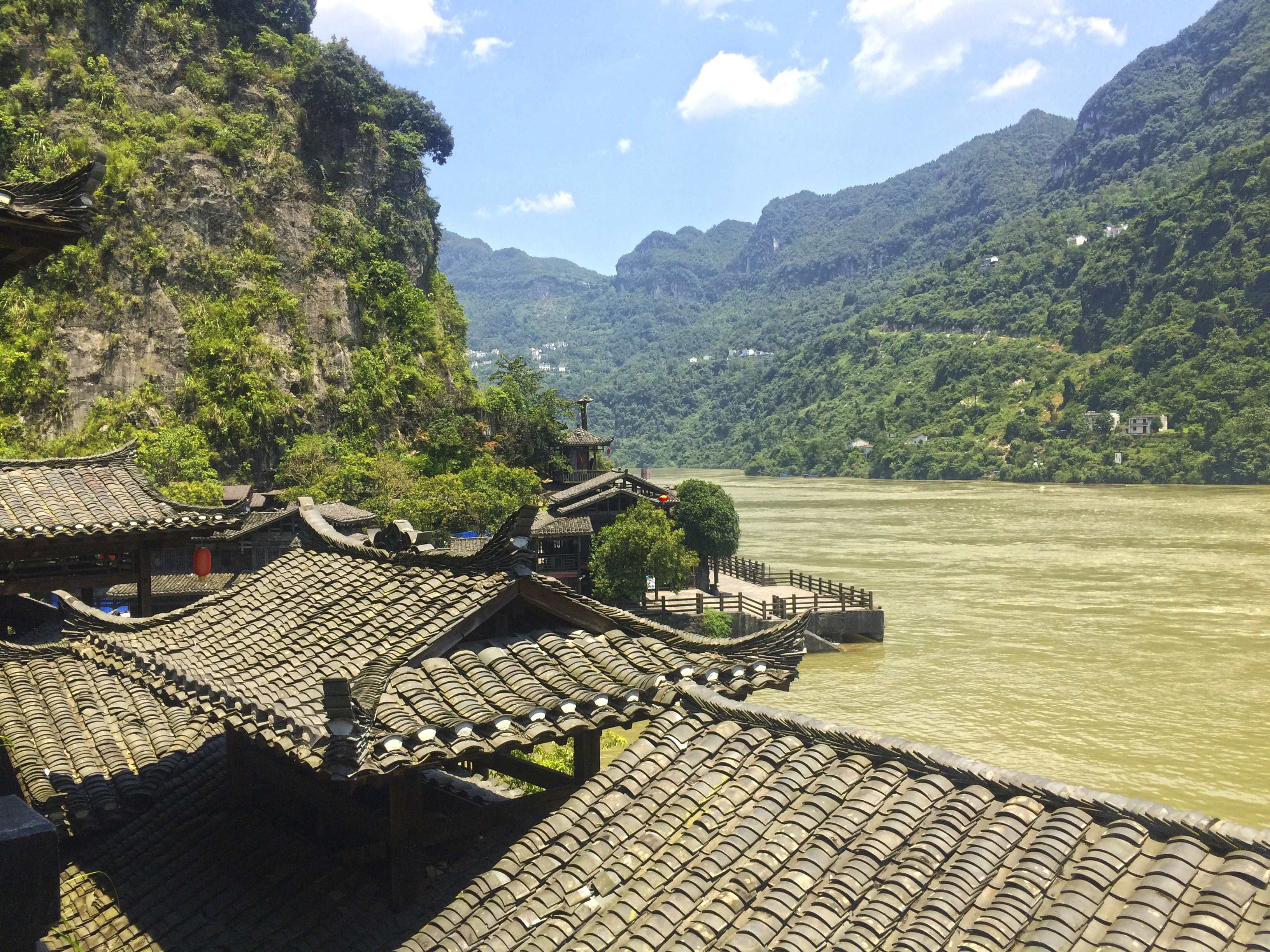
Região das Três Gargantas

A província - e Wuhan em particular - sofreu severamente com as inundações do rio Yangtze em 1954. Seguiu-se a construção de barragens em larga escala, com a barragem de Gechouba no rio Yangtze, perto de Yichang, iniciada em 1970 e concluída em 1988; a construção da Hidrelétrica das Três Gargantas, mais à montante, começou em 1993. Nos anos seguintes, as autoridades reassentaram milhões de pessoas do oeste de Hubei para dar lugar à construção da barragem. Um número de represas menores também foi construído nos afluentes do Yangtze.
Em 1 de dezembro de 2019, o primeiro caso de COVID-19 no surto de coronavírus 2019-2020 foi identificado na cidade de Wuhan. Em janeiro de 2020, o vírus SARS-CoV-2 foi oficialmente identificado, forçando os governos locais e federais a implementar zonas de quarentena na província de Hubei. Com até 15 cidades parcial ou totalmente bloqueadas, afetando diretamente 57 milhões de pessoas.

## Geografia

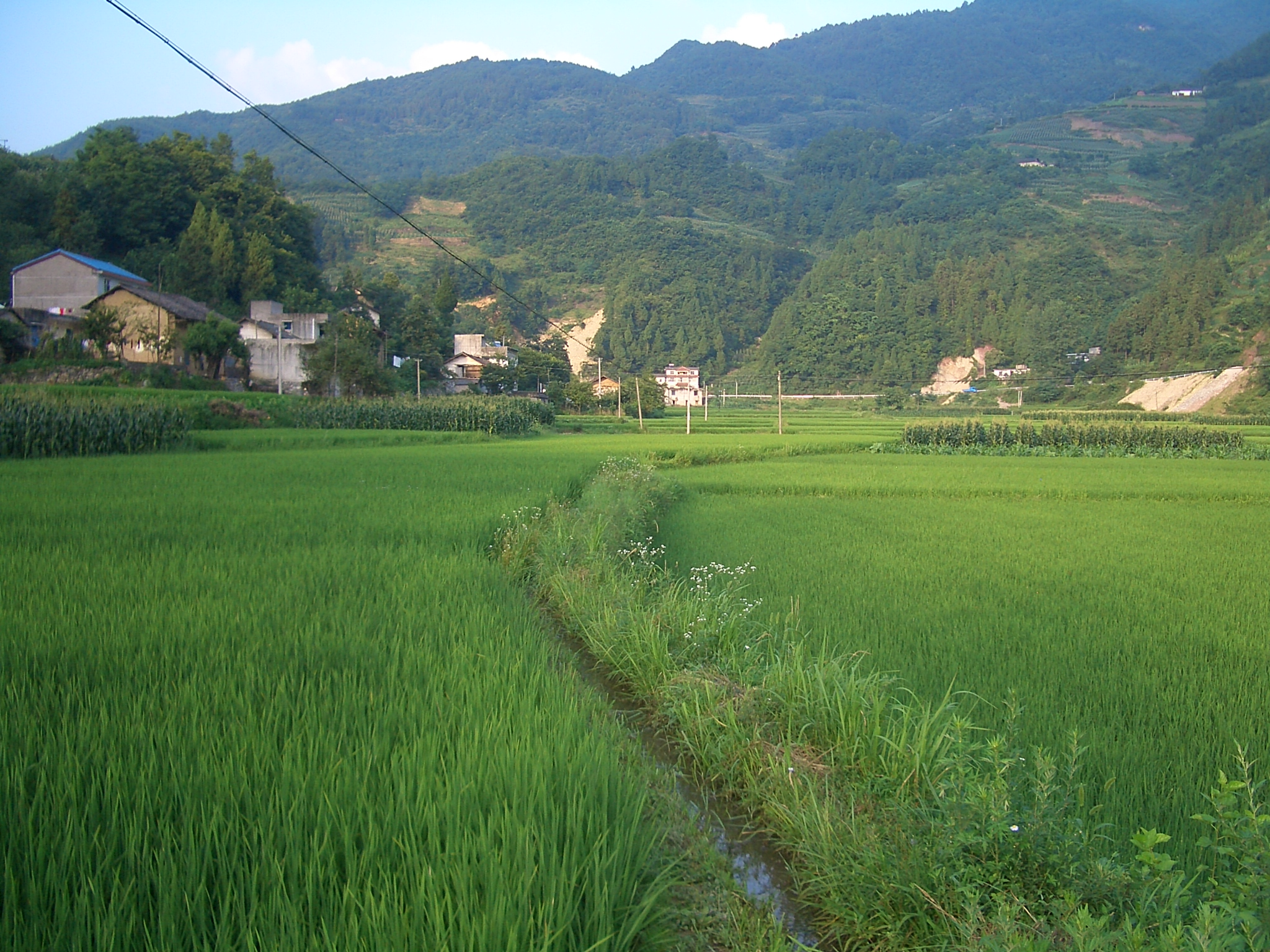
Vale do rio Liangtai, em Xingshan, importante área agrícola da província.

A maior parte de Hubei são parcialmente ocupados pela planície de Jianghan, planície aluvial localizada no nível da confluência entre o rio Yangzi e um de seus principais afluentes, o Han. A periferia desta planície, em particular a oeste, é ocupada por montanhas: de norte a sul, as montanhas Wudang que culminam em 1600 metros, as montanhas Jings (1852 m), as montanhas Daba, que incluem o pico de Shennong. (3.105 m) é o pico mais alto da província e das montanhas Wu.

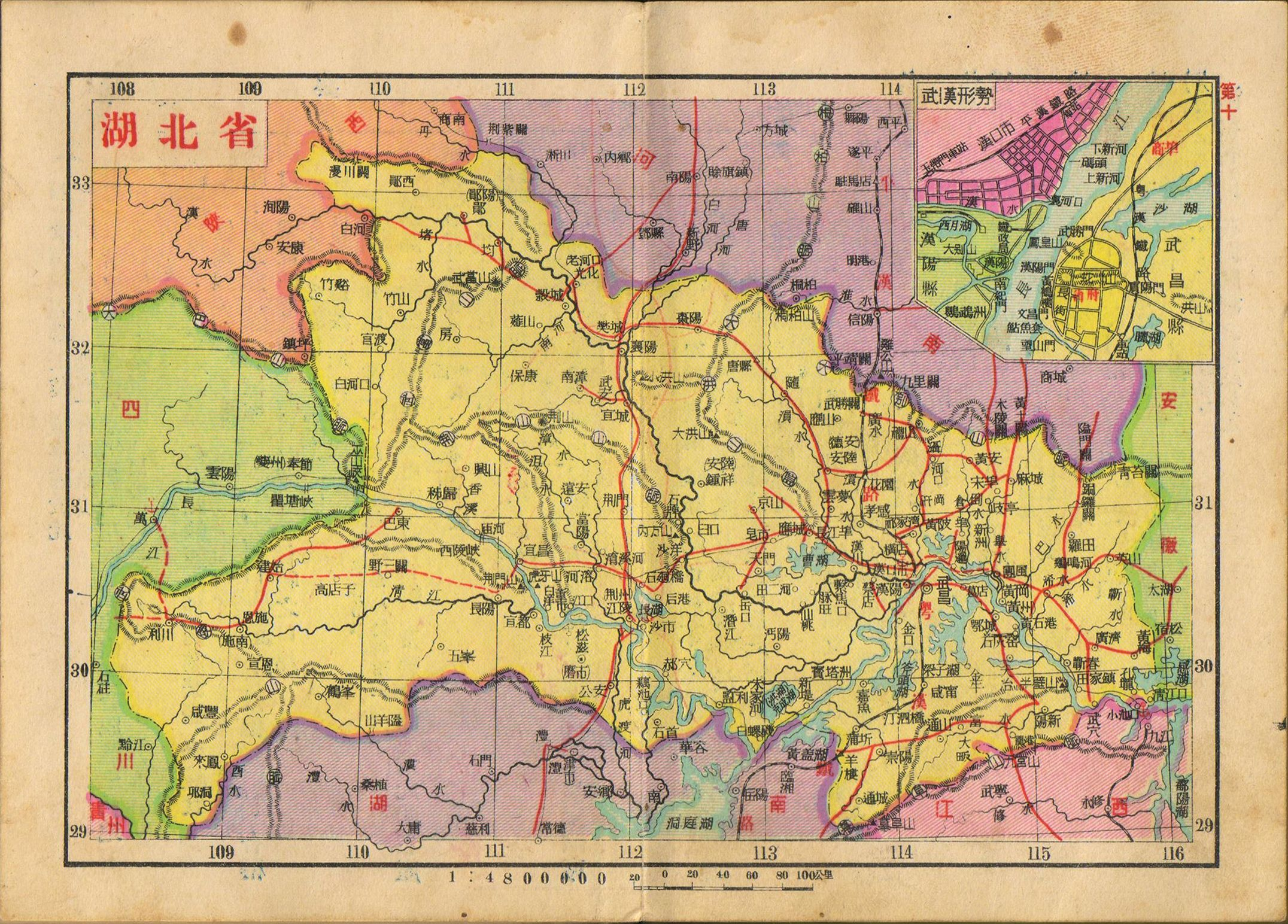
Hubei em 1936

O rio maior e mais longo é o rio Yangtze, que flui pela província de oeste a leste. No oeste, em Yichang, o Yangtze é represado pela barragem das Três Gargantas para formar um reservatório de centenas de quilômetros de extensão. Na barragem está a usina hidrelétrica mais poderosa do mundo. A capital da província é Wuhan, localizada na confluência dos rios Yangtze e Han. Além de Wuhan, o centro político também é Jingchou, os centros econômicos de Hubei são Wuhan, Shiyan e Xiangyang.
A presença de numerosos lagos, a passagem do rio Yangtze, a Hidrelétrica das Três Gargantas fazem dela uma região particularmente favorável ao desenvolvimento de peixes e lótus, sendo famosas as raízes de lótus desta província.
A maior parte de Hubei tem um clima subtropical úmido (Cfa ou Cwa sob a Classificação climática de Köppen-Geiger), com quatro estações distintas. A pluviosidade média anual é de 800 a 1600 milímetros e com temperaturas médias variando de 15 °C a 17 °C.

## Economia
Hubei é uma grande e importante produtora de alimentos como arroz e trigo além de algodão e diferentes tipos de chá. Nas indústrias tem destaque as indústrias automotivas, metalurgias, maquinarias, geração de energia, têxteis e produtos de alta tecnologia.